# Mancoa pubens
Mancoa pubens là một loài thực vật có hoa trong họ Cải. Loài này được (A. Gray) Rollins mô tả khoa học đầu tiên năm 1941.